# Lonyo Engele
Lonyo Engele, bekend onder zijn artiestennaam Lonyo of Comme Ci Comme Ca, is een Brits UK Garage- en houseproducer die in 2000 internationale bekendheid verwierf door als solo-artiest een hit te scoren met Summer of Love. Hij maakte onderdeel uit van het kort bestaande muziekduo Bon Garcon.
Engele (1974) wilde aanvankelijk profvoetballer worden. Toen dit door onder meer vroege blessures niet meer mogelijk voor hem was, ging hij zich op de muziek richten. In 2000 wist hij daarmee eenmaal succes te boeken. Het nummer Summer of Love met MC Onyxx stone was een zomerhit die meedeint op de populariteitsgolven van de 2 step van dat moment. Dit was zijn enige hit als solo-artiest, ondanks pogingen met andere house-singles in 2001. Uit een van deze pogingen groeide wel een samenwerking met producer Kevin McPherson. Samen richtten ze het duo Bon Garcon op. In 2005 scoorden ze hiermee een eenmalige dancehit: Freek u. Daarna leek Lonyo zich meer te zijn gaan focussen op een loopbaan als acteur in series en films. 